# كريمة منصور
كريمة منصور ممثلة ومصممة رقصات مصرية أسست وتُدير مركز القاهرة للرقص المعاصر بمصر.

## مسيرتها الفنية
تخرجت كريمة منصور من المعهد العالي للسينما التابع لأكاديمية الفنون بالقاهرة في مصر، ثُم سافرت إلى المملكة المتحدة حيث التحقت بمدرسة لندن للرقص المعاصر، والتي حصلت منها على شهادة البكالوريوس ثم نالت درجة الماجستير في الرقص المعاصر قبل أن تعود إلى مصر في عام 1998 لتؤسس فرقة «معت» والتي تعد أول فرقة مستقلة للرقص المعاصر في مصر، كما التحقت بسلك التدريس، فتولت تدريس الرقص لفرقة مسرح أوبرا القاهرة، ثُم عملت كمدرس مساعد بالمعهد العالي للباليه التابع لأكاديمية الفنون بالقاهرة خلال الفترة ما بين عامي 1999-2001، ثُم كمدرس مساعد بقسم الأداء والفنون البصرية في الجامعة الأمريكية بالقاهرة حتى عام 2010. اتجهت كريمة منصور للعمل بالتمثيل في عام 2021، وشاركت في عدد من الأعمال السينمائيّة والدراما التليفزيونية.

## التكريمات والجوائز
اختيرت كريمة منصور في عام 2019 كواحدة من أفضل 15 سيدة مصرية ملهمة في مجالات الثقافة والفنون، وفي عام 2022 مُنحت كريمة منصور وسام الاستحقاق الفرنسي برتبة فارس بفضل إسهاماتها في المشهد المسرحي والثقافي المعاصر بمصر.

## أعمالها

### المسلسلات
- لعبة نيوتن: أنتج عام 2021، ولعبت فيه دور «ناريمان القاضي».
- بيمبو: أنتج عام 2021.
- منورة بأهلها: أنتج عام 2022، ولعبت فيه دور «باكينام».
- الصندوق: أنتج عام 2023، ولعبت فيه دور «أميرة».
- بين السطور: أنتج عام 2024، ولعبت فيه دور «ليلى».

### الأفلام
- وحشتيني: أنتج عام 2023.
- أنف وثلاث عيون: أنتج عام 2023، ولعبت فيه دور «أخت هشام».[3]
- الحريفة: أنتج عام 2024، ولعبت فيه دور «والدة ماجد».

## وصلات خارجية
- صفحة الممثلة على قاعدة بيانات الأفلام العربية
- صفحة الممثلة على قاعدة بيانات الأفلام على الإنترنت